# Scopula turbidaria
Scopula turbidaria là một loài bướm đêm trong họ Geometridae.